# Světový pohár v zápasu ve volném stylu 1956
Světový pohár v zápasu ve volném stylu 1956 se uskutečnilo koncem května v Istanbulu, Turecko.

## Informace
- místo: Istanbul
- datum: 25.–27. května 1956
- nastoupilo: 61 volnostylařů
- počet zemí: 12 zemí
  - 8× (Bulharsko, Írán, Sovětský svaz, Turecko), 4× (Francie, Itálie, Japonsko, Maďarsko, Západní Německo, Polsko, Švýcarsko), 1× (Libanon)

Světový pohár proběhl na stadionu pod otevřeným nebem s kapacitou 150 000 diváků.

## Výsledky

### Muži
| Kategorie | Zlato                       | Stříbro                          | Bronz                  | Bronz |
| --------- | --------------------------- | -------------------------------- | ---------------------- | ----- |
| −52 kg    | Hüseyin Akbaş (TUR)         | Mirian Calkalamanidze (URS)(GEO) | Kazuo Džida (JPN)      |       |
| −57 kg    | Mustafa Dağıstanlı (TUR)    | Bajram Džabár (IRI)              | Minoru Iizuka (JPN)    |       |
| −62 kg    | Šózó Sasahara (JPN)         | Linar Salimullin (URS)(UKR)      | Bayram Şit (TUR)       |       |
| −67 kg    | Alimbek Bestajev (URS)(RUS) | Georgi Zajcev (BUL)              | Mehmet Çelebi (TUR)    |       |
| −73 kg    | İbrahim Zengin (TUR)        | Murtaza Murtazov (BUL)           | Hans Sommer (FRG)      |       |
| −79 kg    | İsmet Atlı (TUR)            | Nikola Stančev (BUL)             | Kazuo Kacuramoto (JPN) |       |
| −87 kg    | Adil Atan (TUR)             | Boris Kulajev (URS)(RUS)         | Hosejn Núrí (IRI)      |       |
| +87 kg    | Hamit Kaplan (TUR)          | Arsen Mekokišvili (URS)(GEO)     | Jusein Mechmedov (BUL) |       |

### Týmové hodnocení
| Pořadí | Muži volný styl | Muži volný styl |
| Pořadí | Tým             | Body            |
| ------ | --------------- | --------------- |
| 1      | Turecko         | 44              |
| 2      | Sovětský svaz   | 31,5            |
| 3      | Bulharsko       | 25,5            |
| 4      | Írán            | 18,5            |
| 5      | Japonsko        | 18              |
| 6      | Itálie          | 6,5             |
| 7      | Švýcarsko       | 6,5             |
| 8      | Západní Německo | 6               |
| 9      | Maďarsko        | 6               |
| 10     | Francie         | 5               |
| 11     | Polsko          | 0,5             |
| 12     | Libanon         | 0               |